# Сборная Канады по футболу
Сборная Канады по футболу (фр. Équipe du Canada de soccer masculin) — национальная сборная, представляющая Канаду на международных соревнованиях по футболу. Управляющая организация — Канадская футбольная ассоциация.
Домашние матчи сборная проводит на стадионе «Бимо Филд» в Торонто с 2011 года. В прошлом использовались стадионы «Стад Сапуто» в Монреале, «Стадион Содружества» в Эдмонтоне и «Парк короля Георга V» в Сент-Джонсе.

## История
С самого своего появления сборная Канады по футболу особо не блистала на футбольных аренах, единственным настоящим достижением стала победа на олимпийских играх в Сент-Луисе 1904 года.
Однако в 80-х годах XX века всё изменилось. В 1985 году канадцы стали обладателями золотых медалей Чемпионата наций КОНКАКАФ 1985. В 1986 году сборная впервые стала участником Чемпионата мира 1986. Однако особого успеха не добилась, «всухую» проиграв все три матча группового раунда сборным Франции 0:1, Венгрии 0:2 и СССР 0:2.
В 1999 году Канадская футбольная ассоциация подписала контракт с немецким тренером Хольгером Осиеком. Результат не заставил себя долго ждать и в 2000 году канадцы выиграли Золотой кубок КОНКАКАФ 2000. После выхода из группы, в четвертьфинале сборная обыграла сборную Мексики 2:1, в полуфинале канадцы победили сборную Тринидада и Тобаго 1:0, а в финале одержали верх над сборной Колумбии 2:0.
Благодаря победе в Золотом кубке КОНКАКАФ 2000, сборная принимала участие в Кубке конфедераций 2001 года, где уступив Японии 0:3, сыграв вничью с Бразилией 0:0 и проиграв Камеруну 0:2, заняла последнее место в группе.
Победа в Золотом кубке КОНКАКАФ 2000 также позволила сборной принять участие в Кубке Америки 2001 года, который, правда, был отменен из-за проблем с обеспечением безопасности. Позже турнир был возобновлен, но Канадская футбольная ассоциация объявила, что сборная не будет принимать участие в турнире.
На Золотом кубке КОНКАКАФ 2002 года сборная Канады проиграла в полуфинале сборной США, однако в матче за третье место канадцы обыграли сборную Республики Корея 2:1, и тем самым выиграли бронзовые медали турнира.
На домашнем Золотом кубке КОНКАКАФ 2003 года сборная выступила неудачно и не смогла выйти из группы по разнице забитых и пропущенных мячей. В сентябре главный тренер Хольгер Осиек подал в отставку, а на пост временного главного тренера был назначен Колин Миллер.
Следующий успех пришел к сборной Канады лишь в 2007 году, под руководством Стивена Харта, сборная смогла завоевать бронзовые медали Золотого кубка КОНКАКАФ 2007. Канадцы обыграли сборную Коста-Рики 2:1, проиграли сборной Гваделупы 1:2 и одержали победу над сборной Гаити 2:0, что позволило сборной Канады выйти из группы с первого места. В четвертьфинале канадцы обыграли сборную Гватемалы 3:0, но уступили в полуфинале будущему победителю турнира сборной США 1:3.
18 мая Канадская футбольная ассоциация объявила, что новым главным тренером сборной назначен её бывший игрок Дейл Митчелл. Под руководством Митчелла команда не добилась особых успехов, и после серии неудачных товарищеских матчей и вылета из квалификационного раунда ЧМ-2010 27 марта 2009 года он был отправлен в отставку, а временным главным тренером был назначен Стивен Харт.
9 декабря Харт был назначен главным тренером сборной. Под его руководством сборная провалила выступление на Золотом кубке КОНКАКАФ 2011 года, не сумев выйти из группы. На стадии квалификационного раунда ЧМ-2014 сборная показала хорошую игру, но несмотря на это выбыла из турнира в третьем отборочном раунде зоны КОНКАКАФ.
1 августа 2013 года новым главным тренером был назначен Бенито Флоро. Ожидалось, что Флоро, как человек, тренировавший команды испанской Примеры, сумеет вывести сборную в финальную часть ЧМ-2018. После серии неудачных управленческих решений в 2012 году, не сумев одержать ни одной победы в 14 матчах, сборная опустилась на самое низкое в своей истории место в рейтинге ФИФА — 114-е. После того как сборная не смогла пробиться на ЧМ-2018, Флоро был освобождён с поста главного тренера.
Нового успеха сборная добилась в отборе к ЧМ-2022. Канадцы выиграли все матчи отбора, а в финальном раунде сразу захватили лидерство в группе, и уже за 3 раунда до конца отбора обеспечили себе минимум участие в стыковых матчах, но фактически уже вышли на ЧМ. Канадцы сумели выиграть группу и обеспечили себе досрочный выход из группы за круг до конца отбора. (Лидерам региона — сборным США и Мексики — это не удалось)

## Выступления на международных турнирах
| Чемпионат мира | Чемпионат мира         | Чемпионат мира         | Чемпионат мира         | Чемпионат мира         | Чемпионат мира         | Чемпионат мира         | Чемпионат мира         | Чемпионат мира         |
| Год            | Раунд                  | Место                  | И                      | В                      | Н                      | П                      | ГЗ                     | ГП                     |
| -------------- | ---------------------- | ---------------------- | ---------------------- | ---------------------- | ---------------------- | ---------------------- | ---------------------- | ---------------------- |
| 1930 по 1954   | Не подала заявку       | Не подала заявку       | Не подала заявку       | Не подала заявку       | Не подала заявку       | Не подала заявку       | Не подала заявку       | Не подала заявку       |
| 1958           | Не прошла квалификацию | Не прошла квалификацию | Не прошла квалификацию | Не прошла квалификацию | Не прошла квалификацию | Не прошла квалификацию | Не прошла квалификацию | Не прошла квалификацию |
| 1962           | Отозвала заявку        | Отозвала заявку        | Отозвала заявку        | Отозвала заявку        | Отозвала заявку        | Отозвала заявку        | Отозвала заявку        | Отозвала заявку        |
| 1966           | Не подала заявку       | Не подала заявку       | Не подала заявку       | Не подала заявку       | Не подала заявку       | Не подала заявку       | Не подала заявку       | Не подала заявку       |
| 1970 по 1982   | Не прошла квалификацию | Не прошла квалификацию | Не прошла квалификацию | Не прошла квалификацию | Не прошла квалификацию | Не прошла квалификацию | Не прошла квалификацию | Не прошла квалификацию |
| 1986           | Групповой этап         | 24-е                   | 3                      | 0                      | 0                      | 3                      | 0                      | 5                      |
| 1990 по 2018   | Не прошла квалификацию | Не прошла квалификацию | Не прошла квалификацию | Не прошла квалификацию | Не прошла квалификацию | Не прошла квалификацию | Не прошла квалификацию | Не прошла квалификацию |
| 2022           | Групповой этап         | 31-е                   | 3                      | 0                      | 0                      | 3                      | 2                      | 7                      |
| 2026           | Хозяин                 |                        | 0                      | 0                      | 0                      | 0                      | 0                      | 0                      |
| Всего          | 2/20                   | 24-е                   | 6                      | 0                      | 0                      | 6                      | 2                      | 12                     |

| Чемпионат наций КОНКАКАФ | Чемпионат наций КОНКАКАФ | Чемпионат наций КОНКАКАФ | Чемпионат наций КОНКАКАФ | Чемпионат наций КОНКАКАФ | Чемпионат наций КОНКАКАФ | Чемпионат наций КОНКАКАФ | Чемпионат наций КОНКАКАФ |
| Год                      | Раунд                    | И                        | В                        | Н                        | П                        | ГЗ                       | ГП                       |
| ------------------------ | ------------------------ | ------------------------ | ------------------------ | ------------------------ | ------------------------ | ------------------------ | ------------------------ |
| 1963 по 1971             | Не подала заявку         | Не подала заявку         | Не подала заявку         | Не подала заявку         | Не подала заявку         | Не подала заявку         | Не подала заявку         |
| 1973                     | Не прошла квалификацию   | Не прошла квалификацию   | Не прошла квалификацию   | Не прошла квалификацию   | Не прошла квалификацию   | Не прошла квалификацию   | Не прошла квалификацию   |
| 1977                     | 4-е место                | 5                        | 2                        | 1                        | 2                        | 7                        | 8                        |
| 1981                     | 4-е место                | 5                        | 1                        | 3                        | 1                        | 6                        | 6                        |
| 1985                     | Чемпион                  | 4                        | 2                        | 2                        | 0                        | 4                        | 2                        |
| 1989                     | Не прошла квалификацию   | Не прошла квалификацию   | Не прошла квалификацию   | Не прошла квалификацию   | Не прошла квалификацию   | Не прошла квалификацию   | Не прошла квалификацию   |
| Золотой кубок КОНКАКАФ   |                          |                          |                          |                          |                          |                          |                          |
| 1991                     | Первый раунд             | 3                        | 1                        | 0                        | 2                        | 6                        | 9                        |
| 1993                     | Первый раунд             | 3                        | 0                        | 2                        | 1                        | 3                        | 11                       |
| 1996                     | Первый раунд             | 2                        | 1                        | 0                        | 1                        | 4                        | 5                        |
| 1998                     | Отозвала заявку          | Отозвала заявку          | Отозвала заявку          | Отозвала заявку          | Отозвала заявку          | Отозвала заявку          | Отозвала заявку          |
| 2000                     | Чемпион                  | 5                        | 3                        | 2                        | 0                        | 7                        | 3                        |
| 2002                     | 3-е место                | 5                        | 2                        | 2                        | 1                        | 5                        | 4                        |
| 2003                     | Первый раунд             | 2                        | 1                        | 0                        | 1                        | 1                        | 2                        |
| 2005                     | Первый раунд             | 3                        | 1                        | 0                        | 2                        | 2                        | 4                        |
| 2007                     | Полуфинал                | 5                        | 3                        | 0                        | 2                        | 9                        | 5                        |
| 2009                     | 1/4 финала               | 4                        | 2                        | 1                        | 1                        | 4                        | 3                        |
| 2011                     | Первый раунд             | 3                        | 1                        | 1                        | 1                        | 2                        | 3                        |
| 2013                     | Первый раунд             | 3                        | 0                        | 1                        | 2                        | 0                        | 3                        |
| 2015                     | Первый раунд             | 3                        | 0                        | 2                        | 1                        | 0                        | 1                        |
| 2017                     | 1/4 финала               | 4                        | 1                        | 2                        | 1                        | 6                        | 5                        |
| 2019                     | 1/4 финала               | 4                        | 2                        | 0                        | 2                        | 14                       | 6                        |
| 2021                     | Полуфинал                | 5                        | 3                        | 0                        | 2                        | 11                       | 5                        |
| Всего                    | 2 титула                 | 68                       | 26                       | 19                       | 23                       | 91                       | 85                       |

| Кубок Дружбы | Кубок Дружбы           | Кубок Дружбы           | Кубок Дружбы           | Кубок Дружбы           | Кубок Дружбы           | Кубок Дружбы           | Кубок Дружбы           | Кубок Дружбы           |
| Год          | Раунд                  | Место                  | И                      | В                      | Н                      | П                      | ГЗ                     | ГП                     |
| ------------ | ---------------------- | ---------------------- | ---------------------- | ---------------------- | ---------------------- | ---------------------- | ---------------------- | ---------------------- |
| 1971—1979    | Не приняла участия     | Не приняла участия     | Не приняла участия     | Не приняла участия     | Не приняла участия     | Не приняла участия     | Не приняла участия     | Не приняла участия     |
| 1985         | Групповой этап         | 16-е                   | 4                      | 0                      | 0                      | 4                      | 0                      | 6                      |
| 1987—1991    | Не прошла квалификацию | Не прошла квалификацию | Не прошла квалификацию | Не прошла квалификацию | Не прошла квалификацию | Не прошла квалификацию | Не прошла квалификацию | Не прошла квалификацию |
| 1993         | Отозвала заявку        | Отозвала заявку        | Отозвала заявку        | Отозвала заявку        | Отозвала заявку        | Отозвала заявку        | Отозвала заявку        | Отозвала заявку        |
| 1995         | 4-е место              | 4-е                    | 6                      | 1                      | 0                      | 3                      | 0                      | 7                      |
| 1997—2017    | Не прошла квалификацию | Не прошла квалификацию | Не прошла квалификацию | Не прошла квалификацию | Не прошла квалификацию | Не прошла квалификацию | Не прошла квалификацию | Не прошла квалификацию |
| Всего        | 2/20                   |                        | 10                     | 1                      | 0                      | 7                      | 0                      | 13                     |

| Кубок Америки | Кубок Америки | Кубок Америки | Кубок Америки | Кубок Америки | Кубок Америки | Кубок Америки | Кубок Америки | Кубок Америки |
| Год           | Раунд         | Место         | И             | В             | Н             | П             | ГЗ            | ГП            |
| ------------- | ------------- | ------------- | ------------- | ------------- | ------------- | ------------- | ------------- | ------------- |
| 2024          | 4-е место     | 4             | 6             | 1             | 3             | 2             | 4             | 7             |
| Всего         | -             | -             | 6             | 1             | 3             | 2             | 4             | 7             |

## Текущий состав
Следующие игроки были вызваны в состав сборной главным тренером Джесси Маршем для участия в матчах для участия в матчах Лиги Наций КОНКАКАФ против сборной Суринама 15 и 19 ноября 2024 года.
Игры и голы приведены по состоянию на 20 ноября 2024 года:
|  | Вр  | Максим Крепо       | 11 мая 1994 (31 год)      | 24 | 0  | Портленд Тимберс  |  |  |
|  | Вр  | Дейн Сент-Клэр     | 9 мая 1997 (28 лет)       | 5  | 0  | Миннесота Юнайтед |  |  |
|  | Вр  | Жонатан Сируа      | 27 июня 2001 (24 года)    | 0  | 0  | Монреаль          |  |  |
|  |     |                    |                           |    |    |                   |  |  |
|  | Защ | Ричи Ларея         | 7 января 1995 (30 лет)    | 60 | 1  | Торонто           |  |  |
|  | Защ | Алистэр Джонстон   | 8 октября 1998 (26 лет)   | 51 | 1  | Селтик            |  |  |
|  | Защ | Камал Миллер       | 16 мая 1997 (28 лет)      | 47 | 0  | Портленд Тимберс  |  |  |
|  | Защ | Сэм Адекугбе       | 16 января 1995 (30 лет)   | 42 | 1  | Ванкувер Уайткэпс |  |  |
|  | Защ | Моиз Бомбито       | 30 марта 2000 (25 лет)    | 17 | 0  | Ницца             |  |  |
|  | Защ | Джоуэл Уотерман    | 24 января 1996 (29 лет)   | 6  | 0  | Монреаль          |  |  |
|  | Защ | Джейми Найт-Лебель | 24 декабря 2004 (20 лет)  | 1  | 0  | Кру Александра    |  |  |
|  |     |                    |                           |    |    |                   |  |  |
|  | ПЗ  | Джонатан Осорио    | 12 июня 1992 (33 года)    | 82 | 9  | Торонто           |  |  |
|  | ПЗ  | Стивен Эуштакиу    | 21 декабря 1996 (28 лет)  | 47 | 4  | Порту             |  |  |
|  | ПЗ  | Исмаэль Коне       | 6 июня 2002 (23 года)     | 26 | 3  | Олимпик Марсель   |  |  |
|  | ПЗ  | Али Ахмед          | 10 октября 2000 (24 года) | 12 | 0  | Ванкувер Уайткэпс |  |  |
|  | ПЗ  | Матьё Шуэнье       | 7 февраля 1999 (26 лет)   | 10 | 0  | Грассхоппер       |  |  |
|  | ПЗ  | Нико Сигур         | 9 сентября 2003 (21 год)  | 2  | 0  | Хайдук Сплит      |  |  |
|  |     |                    |                           |    |    |                   |  |  |
|  | Нап | Кайл Ларин         | 17 апреля 1995 (30 лет)   | 78 | 30 | Мальорка          |  |  |
|  | Нап | Джуниор Хойлетт    | 5 июня 1990 (35 лет)      | 65 | 17 | Хиберниан         |  |  |
|  | Нап | Джонатан Дэвид     | 14 января 2000 (25 лет)   | 59 | 31 | Лилль             |  |  |
|  | Нап | Тейджон Бьюкенен   | 8 февраля 1999 (26 лет)   | 43 | 4  | Интер Милан       |  |  |
|  | Нап | Джейкоб Шаффелберг | 26 ноября 1999 (25 лет)   | 20 | 6  | Нэшвилл           |  |  |
|  | Нап | Тани Олувасейи     | 15 мая 2000 (25 лет)      | 20 | 6  | Миннесота Юнайтед |  |  |
|  | Нап | Тио Бэр            | 27 августа 1999 (25 лет)  | 5  | 1  | Осер              |  |  |

## Рекордсмены
Данные приведены по состоянию на 8 июня 2025 года. Жирным шрифтом выделены действующие игроки сборной.

| Позиция | Игрок             | Матчей | Голы | Период     |
| ------- | ----------------- | ------ | ---- | ---------- |
| 1       | Атиба Хатчинсон   | 104    | 9    | 2003—2023  |
| 2       | Джулиан де Гузман | 89     | 4    | 2002—2016  |
| 3—4     | Пол Сталтери      | 84     | 7    | 1997—2010  |
| 3—4     | Джонатан Осорио   | 84     | 9    | 2013—н. в. |
| 5       | Рэнди Сэмьюел     | 82     | 0    | 1983—1997  |
| 6—7     | Дуэйн Де Розарио  | 81     | 22   | 1998—2015  |
| 6—7     | Кайл Ларин        | 81     | 30   | 2014—н. в. |
| 8       | Милан Борян       | 80     | 0    | 2011—2023  |
| 9       | Марк Уотсон       | 76     | 3    | 1991—2005  |
| 10      | Самюэль Пьетт     | 69     | 0    | 2012—2024  |

| Позиция | Игрок            | Матчей | Голы | Период     |
| ------- | ---------------- | ------ | ---- | ---------- |
| 1       | Джонатан Дэвид   | 62     | 34   | 2018—н. в. |
| 2       | Кайл Ларин       | 81     | 30   | 2014—н. в. |
| 3       | Дуэйн Де Розарио | 80     | 21   | 1998—2015  |
| 4—5     | Дейл Митчелл     | 55     | 19   | 1980—1993  |
| 4—5     | Лукас Каваллини  | 40     | 19   | 2012—2023  |
| 6—7     | Джон Катлифф     | 44     | 18   | 1984—1994  |
| 6—7     | Тозейнт Рикеттс  | 60     | 17   | 2011—2020  |
| 8       | Джуниор Хойлетт  | 65     | 17   | 2015—н. в. |
| 9—11    | Алекс Банбери    | 65     | 15   | 1986—1997  |
| 9—11    | Али Джерба       | 31     | 15   | 2005—2011  |
| 9—11    | Алфонсо Дейвис   | 58     | 15   | 2017—н. в. |

## Форма

### Домашняя
| ЧМ-1986 | 1991 | 1993 | 1999 | 2000 | 2001    | 2002 | 2006 | 2008 | 2011 | 2012 |
| 2015    | 2016 | 2018 | 2019 | 2020 | ЧМ-2022 | 2024 |      |      |      |      |

### Гостевая
| ЧМ-1986 | 1991 | 2000 | 2001    | 2002 | 2006 | 2008 | 2011 | 2012 | 2015 | 2016 |
| 2018    | 2019 | 2020 | ЧМ-2022 | 2024 |      |      |      |      |      |      |

### Резервная
| ЧМ-2022 |